# 80 (број)
80 је број, нумерал и име глифа који представља тај број. 80 је природан број који се јавља после броја 79, а претходи броју 81.

## У науци
- Је атомски број живе
- Је сложен број, факторише се на просте чиниоце као 24 * 5 = 80

## Остало
- Пут око света за 80 дана је познат роман Жила Верна
- Је стадрадан број TCP порта за HTTP конекцију
- Je максимална брзина појединих врста газеле у km/h[1]
- У француском језику не постоји реч осамдесет веч се овај број изговара као 4*20